# فاني (فرنسا)
فاني (بالفرنسية: Vany, France)‏ هي بلدية تقع في فرنسا في Canton of Montigny-lès-Metz. يقدر عدد سكانها بـ 244 نسمة ومساحتها 3.1 كم2 وترتفع عن سطح البحر 180 متر.